# Voiture unifiée de service intérieur
Les voitures USI sont l'abréviation des voitures unifiées de service intérieur étudiées par la division des études des voitures (DEV). Il a été construit 609 exemplaires en B10t, 194 exemplaires en A4T4 dont certains de ces derniers sont devenus des A2t2B2t3, des A9t, des B4T4, des B4t51/2. Elles ont été commandées entre 1960 et 1970 et  livrées entre 1962 et 1974.
Pour ce qui concerne leurs premières utilisations, il est à noter que les voitures USI n'ont pas toujours été utilisées exclusivement de manière homogène dans la composition d'une rame, bien souvent elles ont été associées aux voitures UIC, DEV ou encore OCEM.

## Origine
Elles ont été commandées aux Ateliers du Nord de la France pour assurer les trains en complément du parc de voitures UIC de même génération. Il s'agit de la première série importante abandonnant l'aménagement classique à compartiments pour lui préférer la disposition en salle (ou coach) très prisée aux États-Unis, mais à laquelle les voyageurs européens n'étaient pas habitués.
Leurs qualités de confort et la présentation flatteuse de l'intérieur ont permis aux voyageurs français de se familiariser avec ce type de voiture et de les apprécier. Les voitures Corail Vtu, commandées 13 ans plus tard, reprendront majoritairement cette disposition en salle, en généralisant la climatisation : il est en effet impossible de rendre toutes les baies ouvrantes avec un aménagement en salle, du fait de courants d'air violents en fin de voiture.

## Caractéristiques
La voiture a une longueur de 25,094 m. Elle présente deux plates-formes d'accès. Les toilettes sont reportées aux extrémités de la voiture (avant droit ou arrière gauche) avec un vitrage blanc (sauf pour la voiture 50 87 20-77 834-1 du côté transformé en voiture pilote). Si la disposition en salle est majoritaire, les voitures de première classe (A4t4) mêlent les deux dispositions avec quatre compartiments classiques au centre de la voiture.
Les voitures seront d'abord réalisées avec un soufflet d'intercirculation avant d'être allongées pour le boudins UIC qui deviendra standard.

## Types de voitures
Les voitures d'origine étaient de type B10t (2 salles de 40 places) et A4t4 (2 salles de 13 places et 4 compartiments de 6 places). Les premières B10t commandées en 1960 et 1961 avaient des fenêtres d'espacement constant alors que les 4 fenêtres centrales des voitures de première classe (correspondant aux compartiments) sont plus espacées. Depuis, cette disposition a été généralisée à l'ensemble des voitures.

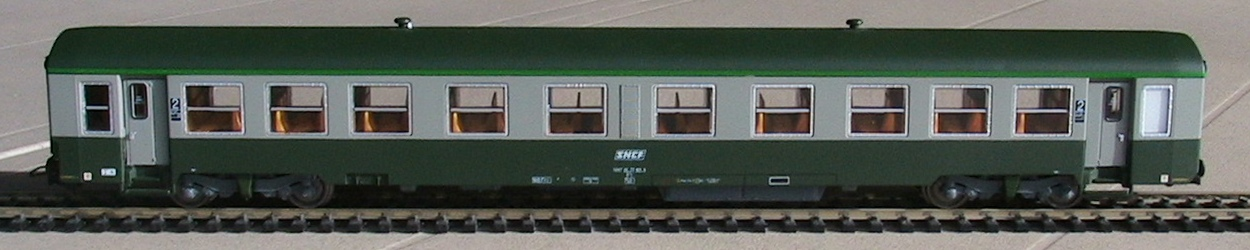
Modèle réduit de B^{10}t à bogies Y28D, en livrée vert et gris 804 de 1978 par LS Models.

On dénombre les voitures suivantes, selon les années de commande :
- 1960 : 50 B10t courtes, à bogies Y 16 Is et soufflets
- 1961 : 70 B10t courtes, à bogies Y 16 Is et boudins UIC
- 1962 : 36 A4t4 + 14 B10t, bogies Y 24 C
- 1963 : 50 B10t, bogies Y 24 C
- 1964 : 20 A4t4 + 10 B10t, bogies Y 24 C
- 1965 : 30 B10t, bogies Y 24 C
- 1966 : 20 A4t4 + 45 B10t, bogies Y 28 D
- 1967 : 40 A4t4 + 25 B10t, bogies Y 28 D
- 1968 : 65 B10t, bogies Y 28 D
- 1969 : 40 A4t4 + 65 B10t, bogies Y 28 D
- 1970 : 38 A4t4 + 65 B10t, bogies Y 28 D
- 1971 : 120 B10t, bogies Y 28 D

### Transformation

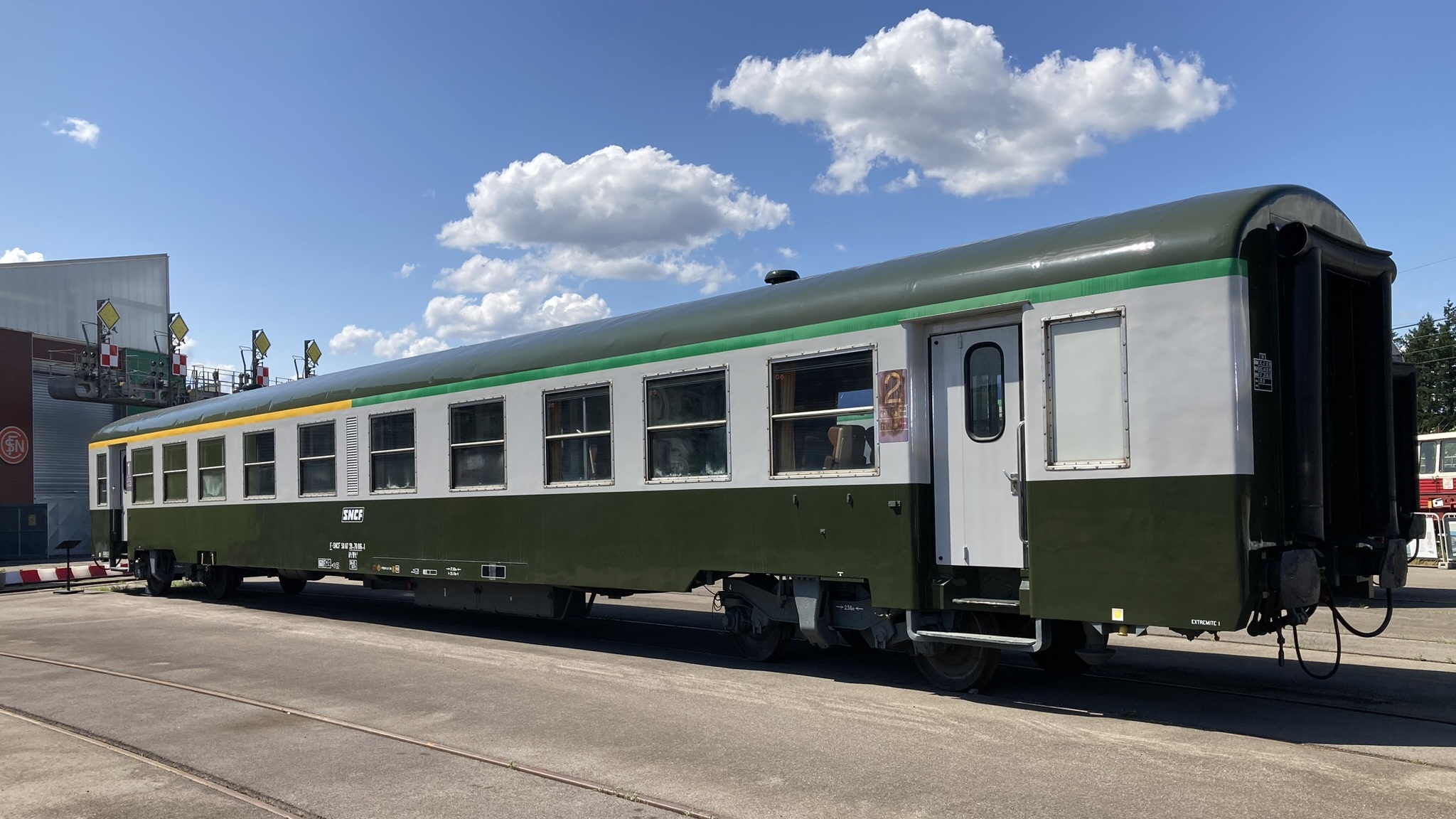
Voiture A^{2}t^{2}B^{2}t^{3} mixte

En 1972, la voiture 50 87 20-77 834-1 a fait l'objet d'une transformation assez sommaire en voiture-pilote B10tx « Cyclope ». Elle servit entre Paris-Austerlitz et Poitiers, poussée par les BB 9533 ou 9535 jusqu'en 1978. Elle a servi de prototype pour la conception des voitures-pilote Corail .
Des voitures de première classe A4t4 ont reçu des livrées TER (Centre, Rhône-Alpes et Midi-Pyrénées), de nouveaux logos (type 1985 , 1992 voire en carmillon) et été transformées en :
- B4t4 de seconde classe à 68 places (2 salles de 18 places et 4 compartiments à 8 places) à partir de 1976,
- B4t5½ de seconde classe à 76 places (2 salles de 22 places et 4 compartiments à 8 places) en 1985 et 1986,
- A2t2B2t3 mixte (25 + 38 places) en 1985 et 1986.

## Livrées

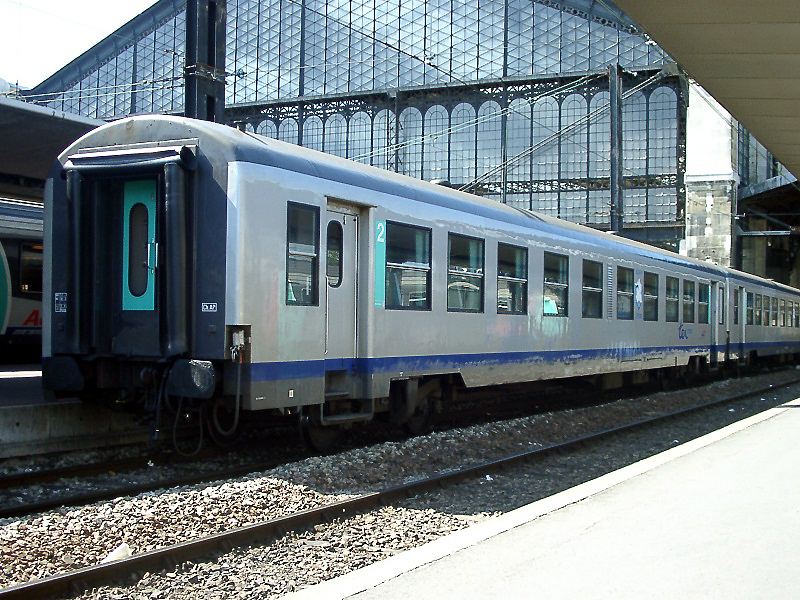
Une voiture USI en livrée gris et bleu TER

Comme pour les voitures UIC, la livrée vert celtique 301 est appliquée, remplacée ensuite par la livrée C. 160, vert garrigue 302 et gris aluminium 806. Elle sera actualisée en 1978 avec le gris béton 804 et des portes unicolores dans ce gris.
Dans les années 1990, des conseils régionaux ont racheté une partie du parc USI en bon état pour l'aménager en TER. Les voitures ont reçu une livrée TER à base de bleu isabelle 229 et de gris métallisé 862, et ont circulé en rames complètes et alliées à des voitures Corail sur les lignes régionales les plus chargées. Certaines voitures, non rénovées, ont gardé une livrée vert et gris béton mais en arborant le sigle TER. Ainsi 35 voitures B10t ont été affectés entre le Centre et Rhône-alpes, 20 voitures A4t4 de 1962 ont rejoint la région Midi-Pyrénées et des voitures ayant subi une transformation en A2t2B2t3 ou A9t ou B4t4 ou B4t51/2 ont été distribuées entre la région Centre et Rhône-Alpes.
Malgré les livrées TER, la fermeture automatique des portes et leur modernisation, les voitures ont été retirées prématurément du service.
Toutes les voitures en livrée verte, non modernisées, ont été radiées avant 2011 (soit mises à la ferraille, soit vendues à des associations ferroviaires).

## Voitures préservées[2]

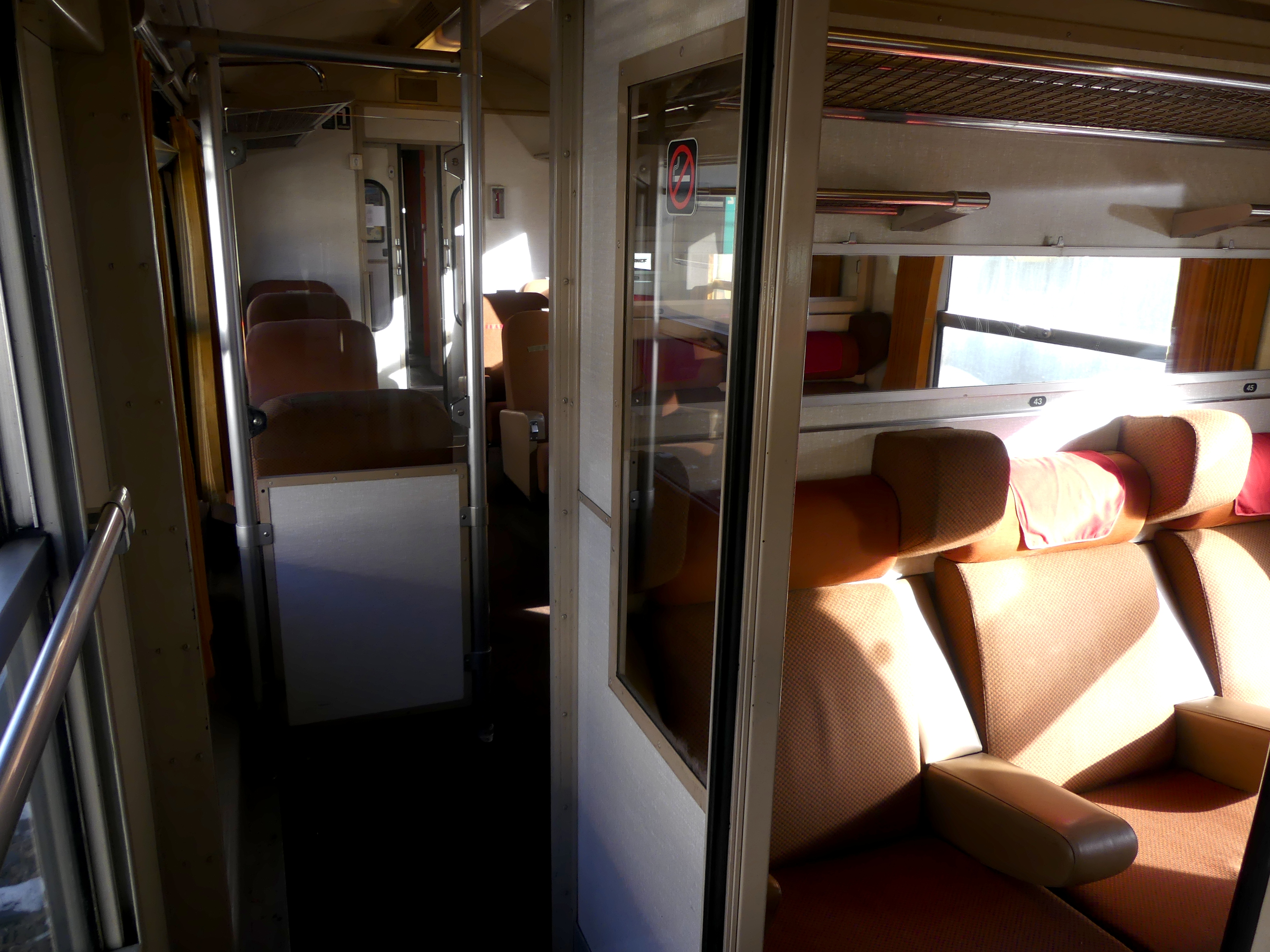
Couloirs central et latéral d'une voiture USI (préservée par l'Association pour la Préservation du Matériel Ferroviaire Savoyard (APMFS) de Chambéry).

L'association Loco Vapeur R1199, basée à Nantes, possède plusieurs voitures USI.
L'Association pour la Préservation du Matériel Ferroviaire Savoyard (APMFS) de Chambéry  préserve 3 voitures USI :
- B10t - 50 87 20-70 870
- B10t - 50 87 20-70 907
- A2t2B2t3 - 50 87 39-70 010

L'Association du Train Touristique du Centre Var préserve 3 voitures USI :
- B10t - 50 87 20-77 822
- B10t - 50 87 20-77 824
- B10t - 50 87 20-70 876

Le chemin de fer de la vallée de l'Eure à Pacy-sur-Eure (CFVE) en possède 2, dont une transformée en voiture-restaurant.
Le Chemin de Fer Touristique de la Vallée de l'Aa possède un exemplaire B4t5½ confiée par convention par la SNCF.
La Cité du train à Mulhouse préserve 1 voiture USI :
- A2t2B2t3 - 50 87 39-70 016

## À l’international

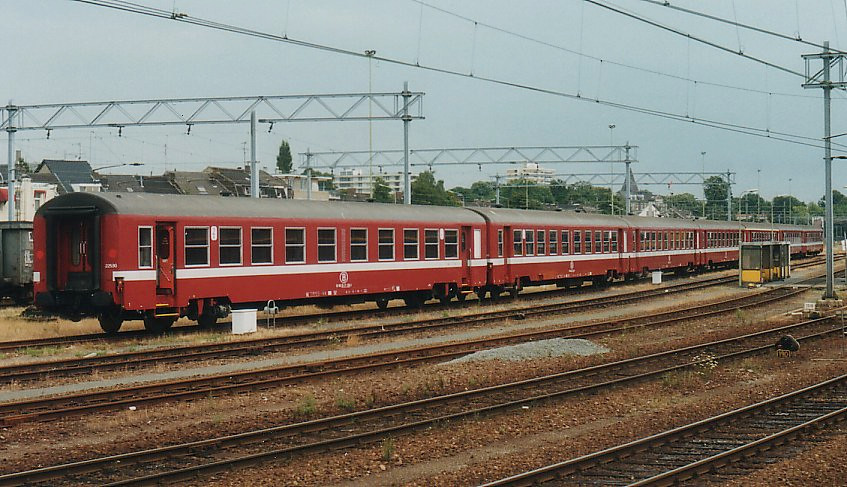
Voitures belges K4, ex USI.

En 1994, 69 voitures USI et 14 UIC-Y sont rachetées à la SNCF par la SNCB (Belgique). Elles sont livrées en 1995, repeintes en rouge avec une fine bande blanche sous les baies, et appelées voitures K4. Elles sont mises en service sur des trains d'heure de pointe, cependant, la SNCB les trouve inadaptées à ce rôle en raison d'un temps de montée et descente trop long, à cause des ouvertures. Elle décide de les louer en 2000 au chemin de fer néerlandais. Sur ce réseau, elles donnent relative satisfaction, mais la maintenance du chauffage, en particulier, ne les fait pas apprécier des ateliers d'entretien. La NS s'en sépare donc en 2002, pour les remplacer par du matériel d'origine allemande. À partir de 2003, ces voitures K4 sont remises sur le réseau belge, avant d'être progressivement retirées du service jusqu'à leur retraite complète, en 2006, ou renvoyées en France pour y être mises à la ferraille.!